# Duzina mizerabilă: misiunea mortală
The Dirty Dozen: The Deadly Mission (Duzina mizerabilă: misiunea mortală) este un film de război din 1987 produs pentru televiziune. Este regizat de Lee H. Katzin și este a doua continuare a filmului original de succes Duzina de ticăloși. Rolurile principale au fost interpretate de actorii Telly Savalas, Ernest Borgnine și Vince Edwards.

## Distribuție
- Telly Savalas - Major Wright
- Ernest Borgnine - Major General Sam Worden
- Vince Edwards - Sergeant Holt
- Bo Svenson - Maurice Fontenac
- Vincent Van Patten - Ronald Webber
- James Van Patten - David Webber
- Randall "Tex" Cobb - Eric "Swede" Wallan
- Gary Graham - Joseph Stern
- Wolf Kahler - Colonel Krieger
- Thom Mathews - Francis Kelly
- Emmanuelle Meyssignac - Marie Verlaine
- Paul Picerni - Ernesto "Pops" Ferucci
- Branko Blaće - Martinez
- Bernard Woringer - Georges Flamands
- David Horovitch - Pierre Claudel
- Pavle Balenović - Ballews
- Matko Raguž - Sturdivant
- Mario Barbarić - Chacon
- Milan Ristić - Spencer
- Sam Douglas - Hallet
- Werner Stocker - SS Sergeant
- Vili Matula - Krieger's Aide
- Ivo Krištof - Lieutenant Karl Hoffler
- Božidar Smiljanić - Paul Verlaine
- Meg Wynn Owen - Julia Flamands
- Jay Bura - Fredric Flamands, Georges's Son